# Риу-Парду-ди-Минас
Риу-Парду-ди-Минас (порт. Rio Pardo de Minas) — муниципалитет в Бразилии, входит в штат Минас-Жерайс. Составная часть мезорегиона Север штата Минас-Жерайс. Входит в экономико-статистический микрорегион Салинас. Население составляет 28 285 человек на 2006 год. Занимает площадь 3118,672 км². Плотность населения — 9,1 чел./км².

## История
Город основан 13 октября 1831 года.

## Статистика
- Валовой внутренний продукт на 2003 год составляет 64 482 123,00 реалов (данные: Бразильский институт географии и статистики).
- Валовой внутренний продукт на душу населения на 2003 год составляет 2319,17 реалов (данные: Бразильский институт географии и статистики).
- Индекс развития человеческого потенциала на 2000 год составляет 0,633 (данные: Программа развития ООН).

## География
Климат местности: тропический.